# Yttersttjärnen (Råneå socken, Norrbotten)
Yttersttjärnen är en sjö i Bodens kommun i Norrbotten och ingår i Råneälvens huvudavrinningsområde. Sjöns area är 0,035 kvadratkilometer och den befinner sig 162 meter över havet.